# خبر إندونيسيا
خبر إندونيسيا (بالإندونيسية: KabarIndonesia) هي صحيفة إلكترونية تصدر في إندونيسيا.
تم نشرها من قبل جمعية رعاية إندونيسيا ومقره في هولندا منذ 11 نوفمبر 2006. خبر إندونيسيا تتبنى نظام صحافة المواطن الذي من خلاله يمكن لكل قارئ (مواطن) أن يكون مراسلًا وكاتبًا يطلق عليه عادة «مراسل مواطن». هناك الآلاف من مراسلات المواطنين التي تصل إلى غرفة التحرير في خبر إندونيسيا من جميع أنحاء العالم، لكن معظمهم يعيشون في إندونيسيا. الصحيفة تكتب وتصدر باللغة الإندونيسية.

## التاريخ
اقترحت إليزابيث ويدياتي وهي صحيفية إلكترونية بإصدار نسخة خبر إندونيسيا لأول مرة مع صديقاتها في هولندا. تم تحقيق هذه الفكرة البسيطة أخيرًا من خلال نشر صحيفة على الإنترنت مع صفحتها الرئيسية الرسمية على موقع إلكتروني بالاسم المقترح، التي بدأت فعليًا في 11 نوفمبر 2006. وكإعلام صحفي مستقل، ينمو عدد مراسلي الصحيفة بسرعة كبيرة ليصل إلى أكثر من 2.500 شخص في أكتوبر 2007. وهذا يعني أن خبر إندونيسيا هي صحيفة على الإنترنت بها أكبر عدد من الصحفيين المواطنين في إندونيسيا.
تعمل إليزابيث ودياتي حاليًا كرئيسة للمدير ورئيس تحرير خبر إندونيسيا، وتتعاون بشكل وثيق مع فضه أبوت كمدير تحرير للصحيفة.